# Очільники Чернівців

Центральна площа Чернівців в другій половині XIX-го століття

## Період Галицько-Волинської держави
В період перебування краю у складі Галицького князівства закладається городище Черн (староруськ. Чернъ на Прутѣ), від якого беруть початок Чернівці. Було центром Черновіцкой волості. Управлялося Воєводою.

## Керівники Чернівців молдавського періоду (1367–1774)
Після зруйнування в кінці XIV ст. Черну, черновіцький люд вже вкінці того ж століття відбудував місто на правому (бульш безпечному) березі Пруту. Поселення Черновіци (з середини XX ст. Чернівці) у період входження краю до складу Молдавського князівства отримало статус міста, яке було адміністративним центром цинуту. Управлялося Войтом (рум. Șoltuz). Серед відомих Ончул Юрашкович (письмова згадка 8 лютого 1599 р.)
В період з 1685 до 1699 р.р. Чернівці адміністративний центр Чернівецького староства Речі Посполитої. У цей період Чернівецькими війтами були: Арсеній Кіцмань, а після нього Іван Микулецький.
В період з 1769 до 1774 р.р. Чернівці під управлінням російської Військової адміністрації. З 1774-го року місто під управлінням австрійської Військової адміністрації.

## Австрійський період (1774—1786)

### Військова адміністрація (1774—1786)
| Голови Військової адміністрації | Голови Військової адміністрації | Голови Військової адміністрації                                                           | Голови Військової адміністрації |
| ------------------------------- | ------------------------------- | ----------------------------------------------------------------------------------------- | ------------------------------- |
| №:                              | Фото                            | Ім'я посадовця                                                                            | Період урядування               |
| 1.                              |                                 | барон Габріель Сплені фон Мігальди (нім. Gabriel Anton Baron Splény von Miháldy, General) | 1774–1778                       |
| 2.                              |                                 | Карл барон фон Енценберг, генерал (нім. Karl Freiherr von Enzenberg, General)             | 1778–1786                       |

### Чернівецька міська управа (1786—1832)
| Голови Чернівецької міської управи — Чернівецькі міські управителі (до 1796 р. близько десяти чоловік) | Голови Чернівецької міської управи — Чернівецькі міські управителі (до 1796 р. близько десяти чоловік) | Голови Чернівецької міської управи — Чернівецькі міські управителі (до 1796 р. близько десяти чоловік) | Голови Чернівецької міської управи — Чернівецькі міські управителі (до 1796 р. близько десяти чоловік) |
| --- | --- | --- | --- |
| №: | Фото                                                                                                   | Ім'я посадовця                                                                                         | Період урядування                                                                                      |
| 1. | | Йосиф Гампель (нім. Josef Hampel)                                                                      | 1796–1811                                                                                              |
| 2. | | Олександр Белдович (нім. Alexander Beldowicz)                                                          | 1811–1817                                                                                              |
| 3. | | Андреас Клуг (нім. Andreas Klug)                                                                       | 1817–1832                                                                                              |

### Чернівецький міський магістрат (1832—1918)
| Голови Чернівецької міського магістрату (1832—1864) | Голови Чернівецької міського магістрату (1832—1864) | Голови Чернівецької міського магістрату (1832—1864) | Голови Чернівецької міського магістрату (1832—1864) |
| --------------------------------------------------- | --------------------------------------------------- | --------------------------------------------------- | --------------------------------------------------- |
| №:                                                  | Фото                                                | Ім'я посадовця                                      | Період урядування                                   |
| 1.                                                  |                                                     | Франц Лігоцкі (нім. Franz Lihotzky)                 | 1832–1848                                           |
| 2.                                                  |                                                     | Адальберт Суханек (нім. Adalbert Suchanek)          | 1848–1854                                           |
| 3.                                                  |                                                     | Йозеф Ортинський (нім. Josef Ortynski)              | 1854–1858                                           |
| 4.                                                  |                                                     | Йозеф Лепши (нім. Josef Lepszy)                     | 1859–1861                                           |
| 5.                                                  |                                                     | Юліус Губріх (нім. Julius Hubrich)                  | 1861–1864                                           |

| Бургомістри Чернівців | Бургомістри Чернівців | Бургомістри Чернівців                                                             | Бургомістри Чернівців |
| --------------------- | --------------------- | --------------------------------------------------------------------------------- | --------------------- |
| №:                    | Фото                  | Ім'я посадовця                                                                    | Період урядування     |
| 1.                    |                       | Якоб рицар фон Петрович (нім. Jakob Ritter von Petrowicz)                         | 1864–1866             |
| 2.                    |                       | Антон барон Кохановскі фон Ставчан (нім. Anton Kochanowski Freiherr von Stawczan) | 1866–1874             |
| 3.                    |                       | Отто Амброз фон Рехтенберг (нім. Otto Ambros von Rechtenberg)                     | 1874–1880             |
| 4.                    |                       | Вільгельм рицар фон Клімеш (нім. Wilhelm Ritter von Klimesch)                     | 1881–1887             |
| 5.                    |                       | Антон барон Кохановскі фон Ставчан (нім. Anton Kochanowski Freiherr von Stawczan) | 1887–1905             |
| 6.                    |                       | Доктор Едуард Райс (нім. Dr. Eduard Reiss)                                        | 1905–1907             |
| 7.                    |                       | Фелікс барон Бревер фон Фюрт (нім. Felix Freiherr Brewer von Fürth)               | 1907–1913             |
| 8.                    |                       | Доктор Сало фон Вайсельбергер (нім. Dr. Salo Edler von Weisselberger)             | 1913–1918             |

## Період Західноукраїнської Народної Республіки (1918)
| Комісар Чернівців | Комісар Чернівців | Комісар Чернівців       | Комісар Чернівців |
| ----------------- | ----------------- | ----------------------- | ----------------- |
| №:                | Фото              | Ім'я посадовця          | Період урядування |
| 1.                |                   | Безпалко Йосип Іванович | 1918              |

## Румунський період (1918—1940)
| Примарі Чернівців | Примарі Чернівців | Примарі Чернівців                                     | Примарі Чернівців |
| ----------------- | ----------------- | ----------------------------------------------------- | ----------------- |
| №:                | Фото              | Ім'я посадовця                                        | Період урядування |
| 1.                |                   | Георге Шандру (рум. Gheorghe Șandru)                  | 1918–1919         |
| 2.                |                   | Теофіл Сіміонович (рум. Teofil Siminovici)            | 1919–1920         |
| 3.                |                   | Георге Шандру (рум. Gheorghe Șandru)                  | 1920–1922         |
| 4.                |                   | Ніку Флондор (рум. Nicu Flondor)                      | 1922–1926         |
| 5.                |                   | Барбу Грігоровіч (рум. Barbu Grigorovici)             | 1926              |
| 6.                |                   | Доктор Раду Сбієра (рум. Dr. Radu Sbiera)             | 1926–1927         |
| 7.                |                   | Доктор Ромулус Киндя (рум. Dr. Romulus Cândea)        | 1927–1929         |
| 8.                |                   | Доктор Дімітріє Мармелюк (рум. Dr. Dimitrie Marmeluc) | 1933–1938         |
| 9.                |                   | Ніку Флондор (рум. Nicu Flondor)                      | 1938–1940         |

## Радянський період (1940—1991)
| Голови Чернівецької міської ради | Голови Чернівецької міської ради | Голови Чернівецької міської ради | Голови Чернівецької міської ради |
| -------------------------------- | -------------------------------- | -------------------------------- | -------------------------------- |
| №:                               | Фото                             | Ім'я посадовця                   | Період урядування                |
| 1.                               |                                  | Нікітін Олексій Іванович         | 1940–1941                        |
| 2.                               |                                  | Кошовий Антон Іванович           | 1944–1945                        |
| 3.                               |                                  | Грицай Олександр Никифорович     | 1945–1948                        |
| 4.                               |                                  | Козачук Іван Федорович           | 1948–1949                        |
| 5.                               |                                  | Котко Полікарп Архипович         | 1949–1950                        |
| 6.                               |                                  | Гутафель Віктор Іванович         | 1950–1954                        |
| 7.                               |                                  | Михайловський Михайло Іванович   | 1954–1959                        |
| 8.                               |                                  | Донченко Петро Петрович          | 1959–1964                        |
| 9.                               | Файл:Tolmach.gif                 | Толмач Василь Петрович           | 1964–1972                        |
| 10.                              |                                  | Доцюк Володимир Федорович        | 1972–1985                        |
| 11.                              |                                  | Каспрук Павло Михайлович         | 1985–1991                        |
| 12.                              |                                  | Гродецький Георгій Дмитрович     | 1991                             |

| Перші секретарі Чернівецького міського комітету КП(б)У (КПУ) | Перші секретарі Чернівецького міського комітету КП(б)У (КПУ) | Перші секретарі Чернівецького міського комітету КП(б)У (КПУ) | Перші секретарі Чернівецького міського комітету КП(б)У (КПУ) |
| ------------------------------------------------------------ | ------------------------------------------------------------ | ------------------------------------------------------------ | ------------------------------------------------------------ |
| №:                                                           | Фото                                                         | Ім'я посадовця                                               | Період урядування                                            |
| 1.                                                           |                                                              | Грушецький Іван Самійлович                                   | .08.1940–.08.1941                                            |
| 2.                                                           |                                                              | Зеленюк Іван Степанович                                      | .04.1944–.11.1946                                            |
| 3.                                                           |                                                              | Вовк Володимир Якович                                        | .11.1946–.01.1948                                            |
| 4.                                                           |                                                              | Гапій Дмитро Гаврилович                                      | .01.1948–.01.1950                                            |
| 5.                                                           |                                                              | Стеценко Степан Омелянович                                   | 1950–.12.1955                                                |
| 6.                                                           |                                                              | Цвентарний Леонід Павлович                                   | .12.1955–196.2                                               |
| 7.                                                           |                                                              | Каленик Іван Іванович                                        | 196.4–196.9                                                  |
| 8.                                                           |                                                              | Хижняк Віталій Петрович                                      | 197.0– 20.07.1972                                            |
| 9.                                                           |                                                              | Шичков Володимир Петрович                                    | 20.07.1972–1975                                              |
| 10.                                                          |                                                              | Жаботинський Геннадій Трохимович                             | 1975–1980                                                    |
| 11.                                                          |                                                              | Євдокименко Валерій Кирилович                                | 1980–1990                                                    |

## Сучасність

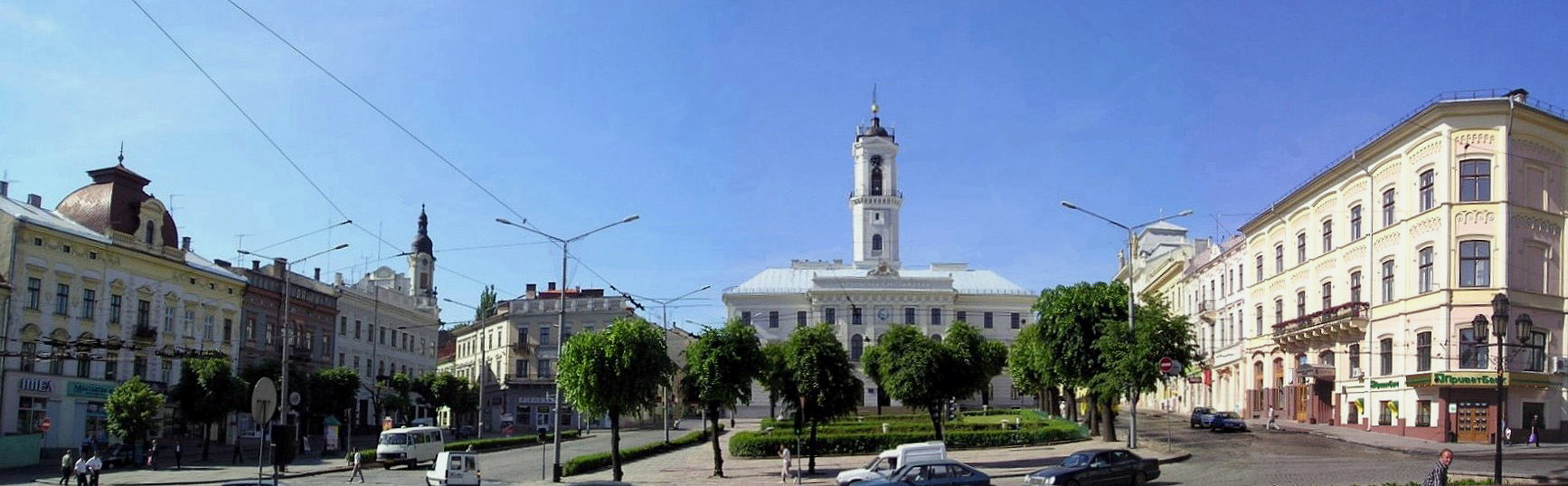
Ратуша на центральній площі міста Чернівці, яку спроектував відомий інженер Адольф Марин — родич Георга Дроздовського (вигляд в 2010 р.)

| Голови Чернівецької міської ради | Голови Чернівецької міської ради | Голови Чернівецької міської ради | Голови Чернівецької міської ради |
| -------------------------------- | -------------------------------- | -------------------------------- | -------------------------------- |
| №:                               | Фото                             | Ім'я посадовця                   | Період урядування                |
| 1.                               |                                  | Павлюк Віктор Ігорович           | 1991–1994                        |

| Чернівецький міський голова | Чернівецький міський голова | Чернівецький міський голова   | Чернівецький міський голова                                 |
| --------------------------- | --------------------------- | ----------------------------- | ----------------------------------------------------------- |
| №:                          | Фото                        | Ім'я посадовця                | Період урядування                                           |
| 1.                          |                             | Федорук Микола Трохимович     | 1994 — 31 березня 2011                                      |
| 2.                          |                             | Міхайлішин Віталій Михайлович | в.о. міського голови 2011 —2014                             |
| 3.                          |                             | Каспрук Олексій Павлович      | 25 травня 2014 — 29 листопада 2020                          |
| 4.                          |                             | Продан Василь Сафронович      | в.о. міського голови .07.2018 —.04.2019, .07.2020 —.12.2020 |
| 5.                          |                             | Клічук Роман Васильович       | з 29 листопада 2020                                         |